# 平坦擬譜法
平坦擬譜法（flat pseudospectral method）是由Ross和Fahroo提出Ross–Fahroo擬譜法中的一部份。此方法結合了微分平坦性（非線性系統中類似可控制性的概念）以及擬譜最佳控制的概念，在所謂的平坦空間中產生輸出。

## 概念
因為擬譜法中的微分矩陣{\displaystyle D}為方陣，因此可以用{\displaystyle D}的幂次產生多項式{\displaystyle y}的任意階導數
{\displaystyle {\begin{aligned}{\dot {y}}&=DY\\{\ddot {y}}&=D^{2}Y\\&{}\ \vdots \\y^{(\beta )}&=D^{\beta }Y\end{aligned}}}
其中{\displaystyle Y}為擬譜變數，而{\displaystyle \beta }是正整數。  
利用微分平坦性，可確定存在函數{\displaystyle a}及{\displaystyle b}，可以使狀態變數及控制變數以下式表示
{\displaystyle {\begin{aligned}x&=a(y,{\dot {y}},\ldots ,y^{(\beta )})\\u&=b(y,{\dot {y}},\ldots ,y^{(\beta +1)})\end{aligned}}}
結合上述概念可以得到平坦擬譜法，將x和u寫成下式
{\displaystyle x=a(Y,DY,\ldots ,D^{\beta }Y)}
{\displaystyle u=b(Y,DY,\ldots ,D^{\beta +1}Y)}
因此最佳控制問題可以轉換為只和擬譜變數Y有關的問題。